# Museum of Ontario Archaeology

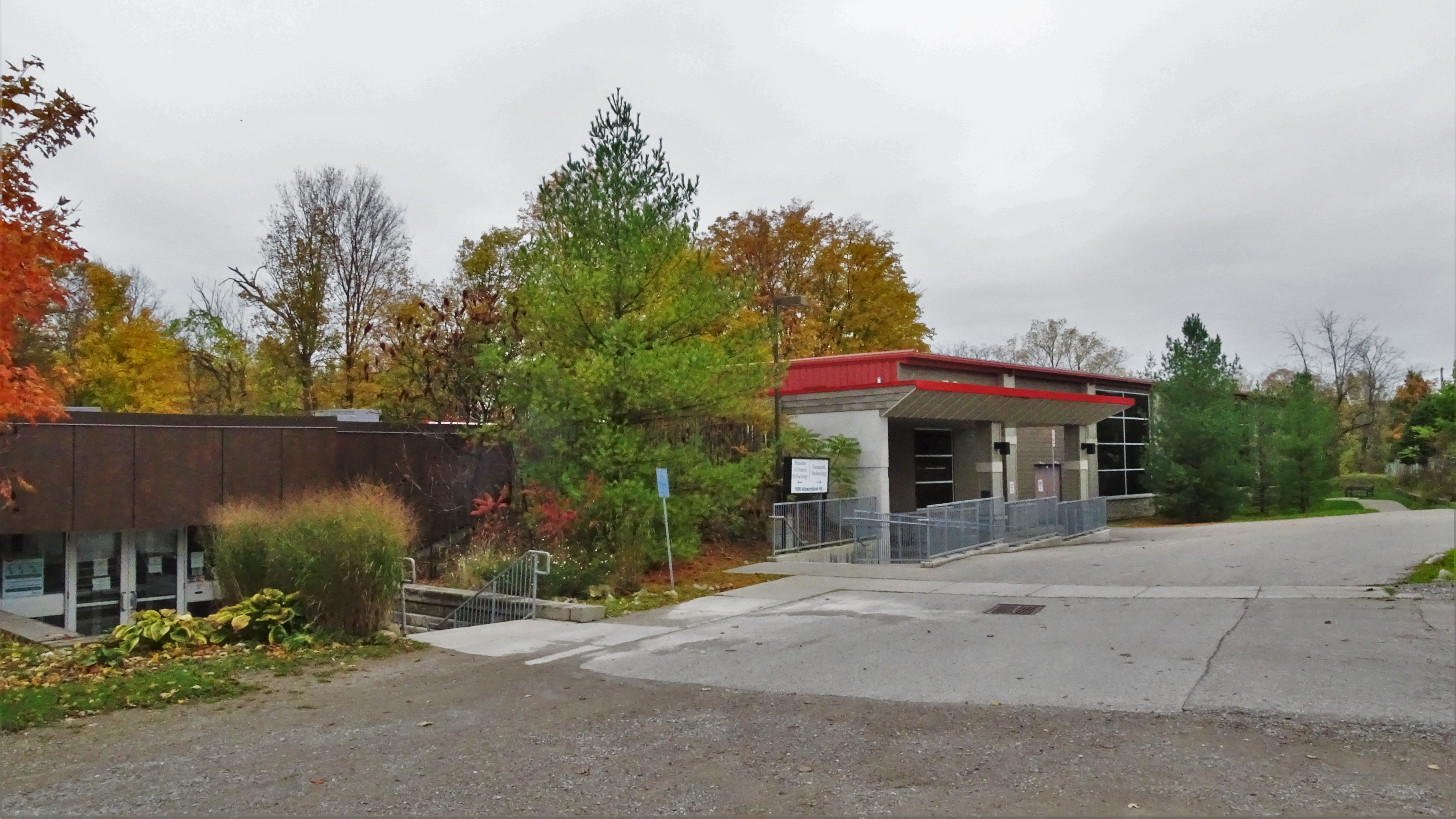
Außenansicht des Museums

Das Museum of Ontario Archaeology ist ein Museum in 1600 Attawandaron Road, London. in der kanadischen Provinz Ontario. Es beschäftigt sich mit der 11.000-jährigen Geschichte des Südwestens der Provinz und hat sich an zahlreichen archäologischen Grabungskampagnen beteiligt. 
Es befindet sich neben der Grabungsstätte eines aus mindestens 19 Langhäusern bestehenden Dorfes aus dem 16. Jahrhundert, das die Neutralen bewohnten, eine irokesische Gruppe, deren Selbstbezeichnung nicht überliefert ist. Die Stätte wurde 2004 in das Canadian Register of Historic Places aufgenommen. Im Juli 2007 begann der Nachbau eines Langhauses und von Palisaden, wie sie für die Epoche kennzeichnend waren. Zudem besteht ein Interpretive centre, in dem Lehrmaterialien ausliegen, aber auch Themen-Ausstellungen und Präsentationen aktueller Grabungsfunde dargeboten werden.
Das Museum, das mehr als zwei Millionen Artefakte birgt, publiziert seit 2009 vierteljährlich das sogenannte Educator Update, seit Dezember 2008 den Newsletter The Palisade E-Post. Museum of Ontario Archaeology. 

## Geschichte
Das Museum geht auf die Initiative von Wilfrid Jury (1890–1981) zurück, der zusammen mit seinem Vater Amos Jury (1861–1964) Artefakte sammelte und in einem kleinen Heft katalogisierte. Die Sammlung bestand 1923 aus 45 Objekten. Sie kauften die Artefakte meist Farmern ab, die sie mit ihren Pflügen aus dem Boden geholt hatten.
Mit der University of Western Ontario kamen die Jurys 1927 in Kontakt, als sie eingeladen wurden, ihre Sammlung in der Universitätsbibliothek auszustellen. Dabei waren Sherwood Fox, der Präsident der Universität, Fred Landon, der zuständige Bibliothekar, Arthur Ford, Herausgeber der London Free Press und Vorsitzende des University Board of Governors sowie Ray Lawson, ein Unternehmer, dem die Lawson Indian village site gehörte, und der später Vizegouverneur (Lieutenant Governor) von Ontario wurde.
1933 forderte Lawson bei den Planungen zur Lawson Memorial Library den Bau eines Museums. Daraufhin entstand The Museum of Indian Archaeology and Pioneer Life, dessen Ehrenkurator Amos Jury und dessen Kurator Wilfrid Jury wurde. Das Museum befand sich von 1934 bis 1960 in der Lawson-Bibliothek. Wilfrid Jury wurde erst 1945 mit einem Honorar ausgestattet, zunächst mit 2000 Dollar pro Jahr. Damit war er einer der wenigen bezahlten Archäologen in Kanada.
Wilfrid Jury unternahm zwischen 1933 und 1944 mehrere, wenn auch kleine Grabungen. Ende der 1930er Jahre erschien der Bulletin, in dem Jury seine Ergebnisse publizierte. Nach dem Zweiten Weltkrieg konzentrierte er sich auf Huronia, wo er Sainte-Marie-au-pays-des-Hurons, eine von 1639 bis 1649 bestehende Jesuitenmission untersuchte, aber auch die frühgeschichtliche Huron Forget village site. 1954 ließ er erstmals in der Provinz ein Dorf rekonstruieren, das Indianerdorf in Midland. Zugleich führte er als erster Archäologie field schools, also Grabungen durch, in denen der Unterricht Vorrang hatte, wo also vor allem Studenten, aber auch Freiwillige, ausgebildet wurden.
1960 wurde das Museum aus der Bibliothek in das Middlesex College umgesiedelt. 1969 konnte er Tom Lawson, Ray Lawsons Sohn, dazu bewegen, dem Haus sein Indianerdorf zu vermachen, die Lawson site. Außerdem schenkten Elizabeth Klinger und Martha Hamilton aus der Fuller-Familie Land neben der Stätte.
1973 entstand ein Komitee, dessen Aufgabe es war, auf eine Anfrage der University of Western Ontario Alumni Association zu reagieren, die Lawson site zu nutzen und einen Ort für die Jury-Sammlung zu finden. Diese Aufgabe wurde David Chambers, Dean der Faculty of Social Sciences und William D. Finlayson, lecturer des gerade gegründeten Department of Anthropology übertragen. Finlayson wurde nach seiner Promotion am 1. Juli 1976 Direktor. Ihm schwebte eine universitäre, archäologische Institution mit Grabungsprogrammen vor, dazu eine Rekonstruktion sowie ein Museumsbau. Seit 1978 heißt das Museum offiziell The Museum of Indian Archaeology (London). Die Finanzierung wurde durch eine Zuwendung des Richard and Jean Ivey Fund erleichtert. Am 31. März 1978 konnte auf dem Universitätscampus eine Ausstellungsgalerie im Somerville House eröffnet werden. Im Untergeschoss des Middlesex College kamen weitere Flächen hinzu.
Die Angestellten des Museums unterrichteten im Department of Anthropology, führten aber auch ein Journalismusprogramm für Native People an der School of Journalism durch sowie Programme an der Fakultät für Teilzeit- und dauerhaftes Studium (Faculty of Part-Time and Continuing Education) an der University of Western Ontario durch. Kurse in Anthropology fanden auch am Erindale College, an der University of Toronto statt.
Ende 1978 wurden Pläne für ein 15.000 Quadratfuß großes Museum gefasst, zu deren Verwirklichung eine Kampagne gestartet wurde, um 1,5 Millionen Dollar einzubringen. Im Herbst 1980 konnte das Lawson-Jury Building begonnen werden. Wilfrid Jury übernahm im Alter von 90 Jahren den ersten Spatenstich. Der örtliche Architekt Wilfrid B. Lamb entwarf ein tief in das Erdreich eingegrabenes Gebäude, das sich das Gepräge eines Irokesendorfs gab. 
Als Dauerausstellung entstand The 11,000 Year History of Occupation of Southwestern Ontario (Die 11.000-Jahres-Geschichte der Besiedlung von Südwestontario). 1987 kam Back to Our Future (Zurück zu unserer Zukunft) hinzu, eine Ausstellung über die Ausgrabungen, die das Museum an der Keffer Site bei Toronto durchführte. Später kamen das Gebiet um den Crawford Lake und in der Stadt London hinzu, in großem Maßstab am Flughafen von Toronto (Toronto International Airport), wo die Draper (1974 bis 1979) und die White site ergraben wurden, sowie eine Fundstätte in der Christian Island Indian Reserve in der Georgian Bay. Die Draper-Grabungsstätte ist ein 3,5 ha großes Huronendorf, das 1975 und 1978 ausgegraben wurde. Bei den Arbeiten zeigte sich, dass das Dorf mit 450 Einwohnern seinen Anfang genommen hatte und später auf rund 2000 Einwohner angewachsen war. Am Flughafen handelte es sich um ein Gebiet von 5,28 ha, in dem sieben gekannte Stätten lagen. Während der Grabung tauchten 125 neue auf.
Bei der archäologischen Untersuchung der Lawson site fand sich ein Lager, das bewies, dass das Gebiet seit 4000 Jahren sporadisch bewohnt war (Spook Hallow). Das Lawson-Dorf lag auf einer Anhöhe am Zusammenfluss von Medway Creek und Snake Creek und ist rund 500 Jahre alt. Es war 2 ha groß und für rund 2000 Bewohner geeignet. Die Erdwerke, die einst die Palisaden trugen, sind teilweise erhalten, was in dieser Region eine Seltenheit ist. Das nördliche Viertel der Grabungsfläche war bis 1975 landwirtschaftlich genutzt. Die Lawsonfamilie kaufte bereits vor 1920 die übrigen drei Viertel. In den Sommern der Jahre 1921, 1922 und 1923 wurden erste wissenschaftliche Grabungen unter Leitung von William J. Wintemberg vom Victoria Museum in Ottawa durchgeführt, dem heutigen Canadian Museum of Civilization. 1976 führte William D. Finlayson eine erste moderne Kampagne durch. Ab 1978 leitete der Museumsarchäologe Robert J. Pearce die Untersuchungen, wobei er sich von 1978 bis 1981 auf die nördliche, gepflügte Gegend konzentrierte. Zum Dorf gehören zahlreiche Sommerhäuser, die sich in der Umgebung verteilen, und die gleichfalls Ziel von Grabungen sind. Diese Einzelhäuser wurden von Frauen, Kindern und wenigen Männern bewohnt. Hier erntete man Bohnen, Kürbisse, Mais und Tabak, trocknete Fisch und fertigte Werkzeuge, die im Herbst mit den Bewohnern in das Hauptdorf wanderten. Diese Art der Besiedlung scheint nur bei den Neutralen üblich gewesen zu sein.
Seit 1977 hat das Museum 400 Projekte bearbeitet, dabei 8.552 ha untersucht und ergraben, wobei 830 Stätten entdeckt, von denen 103 ausgegraben wurden. Mehrere Stätten gehörten der Archaic period an, waren also 3.000 bis 10.000 Jahre alt. Drei ungestörte Stätten gehörten der Middle Woodland period an (300 v. Chr. bis 500 n. Chr.).
Daneben befasst sich das Haus auch mit der frühen europäischen Besiedlung.